# Nik & Jay
Nik & Jay er en dansk hiphop/pop-gruppe bestående af Niclas ‘Nik’ Petersen og Jannik ‘Jay’ Brandt Thomsen. Gruppen startede ud under kunstnernavnet Bagmændene i 1998, men udgav deres debutalbum som Nik & Jay i 2002; Nik & Jay.
Deres anden single "Hot!" (2003) vandt dem “Årets danske hit” og “Årets nye danske artist” ved Danish Music Awards i 2003. Øvrige succesfulde hits inkluderer bl.a. "En dag tilbage" (2004), "Lækker" (2004), "Kan du høre hende synge?" (2004), "Boing!" (2006), “Tættere på himlen” (2010) (feat. Burhan G), “Mod solnedgangen” (2011) og “Novembervej” (2014).
Duoen har af flere omgang samarbejdet med den danske house-dj Morten Breum, på singler som “Skru op for den bitch” (2008), “Domestic” (2009), “Fest” (2011), “Magnolia” (2019) og “AURA” (2025).
Duoen har siden 2002 udgivet i alt seks studiealbums, to opsamlingsalbums og to EP’er med deres seneste studiealbum værende Længe leve drømmene fra 2019.

## Musikkarriere

### 1998-1999: Bagmændene
Petersen og Thomsen stillede i 1998 og 1999 op til DM i rap under navnet Bagmændene. Deres single fra DM i rap fra 1999; “Hva’ Så KBH’s” blev udgivet sammen med de øvrige konkurrenter på albummet DM i Dansk Rap 99. I 2000 udgav duoen singlen “Wethalooze” som optrådte på albummet Dynastiet Præsenterer.

### 2002-2005:Nik & Jayog2
Duoen debuterede som Nik & Jay med singlen “Nik & Jay” den 17. juni 2002 og deres selvbetitlede debutalbum udkom den 5. september 2002 på Medley Records (EMI). I juni 2003 rundede albummet 100.000 solgte eksemplarer, og blev dermed det bedst sælgende danske rap/R&B debutalbum nogensinde. Samme år vandt duoen to priser ved årets Danish Music Awards i kategorierne “Årets nye danske navn” og “Årets danske hit” for "Hot!".
I 2004 udgav duoen deres andet album 2, der blev en endnu større succes end det første album. 2 solgte i lighed med det første album, over 110.000 eksemplarer. Begge albummer er derved blevet certificeret dobbelt platin. Det varede dog over et halvt år, før albummet nåede førstepladsen på den danske album-hitliste. En af de største singlesucceser fra 2 var "En dag tilbage". Sangens budskab er inspireret af Piet Hein; "Husk at elske mens du tør det, husk at leve mens du gør det". Også sangene "Pop Pop!", "Lækker", "Strip" og "Kan du høre hende synge" blev store hits i Danmark, fx lå "Lækker" ni uger #1 på den danske klub-hitliste, Dancechart.

### 2006-2010:3: Fresh, Fri, FlyogDe største
Den 25. september 2006 udkom Nik & Jays tredje studiealbum, 3: Fresh, Fri, Fly, hvor første single var det platin-sælgende hit "Boing!". Efterfølgeren blev "Når et lys slukkes", der solgte guld. Tredje single fra albummet var "I Love Ya". Fjerde og sidste single blev "Et sidste kys", med kvindelig vokal af sangerinden Julie. De to sidstnævnte singler solgte begge platin, mens albummet solgte tre gange platin.
I juni 2007 blev det rapporteret at Nik & Jay sammen med sanger Joey Moe ville flytte til Los Angeles for en halvårlig periode i et forsøg på at bryde igennem som sangskrivere og producere.
I 2007 skrev og fremførte Nik & Jay sangen "Hvad nu hvis?" sammen med sangeren Alex til fordel for UNICEF, i anledningen af Børnekonventionens 18-års fødselsdag den 20. november. Sangen lå tre uger som #1 på hitlisten, og endte med at sælge mere end 30.000 eksemplarer, hvilket gør det til den bedst sælgende single for begge artister. Alle indtægter fra sangen gik ubeskåret til hjælpeorganisationens arbejde med at hjælpe børn i nød. I september 2010 havde "Hvad nu hvis?" indtjent mere end 1,1 millioner kroner til UNICEF.
Den 20. november 2008 udkom duoens opsamlingsalbum De største, som udover at indeholde gruppens hidtil største hits også indeholdte tre nye singler; “Endnu en”, “Kommer igen” og “Du gør mig høj”. Derudover indeholdte albummet også diverse remix og en live DVD. Dagen før udgivelsen, den 19. november 2008, annoncerede duoen at de ville tage en pause fra musikken efter seks års intenst samarbejde.
Siden da har Nik & Jay haft et tæt samarbejde kørende med den danske house-DJ Morten Breum, hvilket bl.a. er mundet ud i singlen "Domestic", der er at finde på Breums debutalbum Drop!. "Domestic" blev et hit og solgte 15.000 eksemplarer. Da Breum udgav mixalbummet Nightclub Session i 2010, var det med Nik & Jay-samarbejdet "Fest" på. På trods af at sangen aldrig blev udgivet som single er den blevet certificeret guld.

### 2011-2018:Engle eller dæmonerogCopenhagen Pop Cartel
Den 21. februar 2011 udkom singlen "Mod solnedgangen", som forløber for Nik & Jays fjerde studiealbum, Engle eller dæmoner. Albummet udkom den 25. april 2011 på pladeselskabet Copenhagen Records. Nik & Jay udtalte at albummet var deres mest personlige og ambitiøse album til dato, og at albummet indeholdte duoens første engelsksprogede sange. Engle eller dæmoner havde features fra Morten Breum, Joey Moe, Eivør og Burhan G. Albummet debuterede som #1 på hitlisten, og blev samtidig certificeret platin for 20.000 solgte eksemplarer efter blot én uge i handlen. Albummet modtog i august 2011 dobbelt-platin for 40.000 solgte eksemplarer. "Gi' mig dine tanker" blev udsendt som andensingle den 6. juni 2011. Sangen sampler Ray Dee Ohh-hittet "Efterår" fra 1990, med tekst skrevet af Steffen Brandt fra tv-2. I slutningen af august 2011 modtog "Gi' mig dine tanker" guld for 15.000 downloads. Den 3. oktober 2011 udkom popballaden "Udødelige" som tredje single fra Engle eller dæmoner. Ved Danish Music Awards 2011 vandt Nik & Jay i kategorierne Årets publikumspris samt Æresprisen for gruppens bidrag til dansk popmusik i næsten 10 år.
Nik & Jay medvirker på sangen "Små soldater" på Sanne Salomonsen-albummet Tiden brænder fra november 2011. Den 27. februar 2012 blev det offentliggjort at Nik & Jay har skrevet den officielle EM-sang, "Vi vandt i dag". Sangen udkom den 30. april 2012.
Nik & Jay udgav EP'en Copenhagen Pop Cartel den 8. marts 2013, bestående af seks engelsksprogede numre. På udgivelsen har Nik & Jay samarbejdet med bl.a. Morten Breum og When Saints Go Machine. Singlerne "United" (featuring Lisa Rowe) og "Ocean of You" (featuring Søren Huss) blev begge hits, med 50.000 downloads og tæt på syv millioner streams.
Den 6. september 2013 offentliggjorde Nik & Jay deres dansksprogede single "#pæntnejtak", der blev opfulgt af det dansksprogede album United senere på året.

### 2019-nu:Længe leve drømmene
Den 1. december 2019 udkom Nik & Jay’s sjette studiealbum, Længe leve drømmene, som afsluttede duoens 2019-projekt, hvor de producerede og udgav en ny single hver måned i løbet af året. Albummet var samtidig også duoens første album i seks år. Projektet var blevet udformet i slutningen af 2018, hvor duoen havde overvejelser om, hvorvidt de skulle fortsætte med enkelte single udgivelser eller udarbejde et helt nyt album. Projektet var udtænkt som en eksperimenterende udfordring for duoen, hvor det oprindeligt ikke var målet at udgive 12 helt færdiggjorte sange, men efter succesen med de tre første udgivede numre; “Længe leve drømmene”, “Det’ den vibe” og “Dråber af lys” blev det duoens fokus. Albummet modtog overvejende positive anmeldelser, og modtog 4 ud af 6 stjerner fra Gaffa og 3 ud af 6 stjerner fra Ekstra Bladet. Albummet, som også indeholdte numrene “Hot Sauce” og “Magnolia” (feat. Morten Breum), gik platin i december 2022.
I februar 2020 annoncerede Nik & Jay deres Længe leve drømmene-turné, som skulle bestå af fire koncerter i hhv. Ceres Arena, Royal Arena, Aalborghallen og Jyske Bank Arena i november 2020. Grundet corona-pandemien blev koncerterne udskudt til november 2021, hvor duoen den 8. oktober 2021 annoncerede at koncerterne igen var blevet udskudt til maj 2022. I januar 2022 annoncerede duoen at koncerterne var blevet aflyst. I marts 2023 annoncerede duoen at de ville spille fire koncerter i Royal Arena til november. Koncerterne blev afholdt i november, hvor duoen optrådte for ca. 64.000 tilskuere i alt.
Den 17 juni 2022 markerede duoen deres 20 års jubilæum med udsendelsen af tre nye singler; “Gletscher”, “Dagslys” og “Bentley”, som blev udsendt under navnet Lys over Land 1. Duoen udtalte at de udsendte singlerne som tegn på taknemmelighed over for deres fans.
Duoen indledte deres første turné i fire år i 2023, da de spillede på Jelling Musikfestivals Store Scene den 26. maj 2023.
Den 6. juni 2025 udgav duoen sin første single siden 2023, med titlen “AURA” i samarbejde med Morten Breum. Nik & Jay annoncerede udgivelsen på deres Facebook-side.

## Omtale
Flere medier har siden 2005 citeret en undersøgelse foretaget af mediebureauet Carat, der har konkluderet at Nik & Jay er kendt af 97 % af alle danskere, hvilket Jay refererer til i sangen "Er du derude" på Joey Moe-albummet Fuldmåne (2011). Efter at være blevet omtalt i Det Nye Talkshow - med Anders Lund Madsen, kom det i november 2011 frem, at det faktiske tal i 2005 var 63 % af alle danskere, mens 94 % af de 15-30-årige kendte Nik & Jay.

## Økonomi
I juli 2008 rapporterede B.T. at Petersen og Thomsen havde del i en oparbejdet gæld på 66 millioner kroner ved at spekulere i ejendomme, mens boligmarkedet toppede. Gennem ejendomsselskabet Helgolandsgade 6 ApS, som Petersen og Thomsen var medstiftere af, havde duoen gæld som hovedsageligt var optaget i pantebreve i Roskilde Bank, som på tidspunktet var i økonomisk krise. Duoen havde sammen med fem venner stillet sikkerhed for et lån på 50 mio. kr. til køb af en nedlagt skole på Vesterbro i København, som skulle omdannes til luksuslejligheder. Roskilde Bank gik konkurs i august 2008 og Helgolandsgade 6 måtte sælge alle lejligheder med tab i 2011 og 2012, hvor den resterende gæld blev overført til Finansiel Stabilitet. Med ingen resterende aktiver i Helgolandsgade 6 ApS, hæftede moderselskabet Nexus Holding for den resterende gæld.

## Diskografi
Studiealbum
- Nik & Jay (2002)
- 2 (2004)
- 3: Fresh, Fri, Fly (2006)
- De største (2008)
- Engle eller dæmoner (2011)
- United (2013)
- Længe leve drømmene  (2019)

EP'er
- Copenhagen Pop Cartel (2013)

## Priser
| År   | Pris                 | Kategori                          | Nominerede værk                                                          | Resultat  | Kilder |
| ---- | -------------------- | --------------------------------- | ------------------------------------------------------------------------ | --------- | ------ |
| 2003 | Danish Music Awards  | Årets nye danske navn             |                                                                          | Vundet    |        |
| 2003 | Danish Music Awards  | Årets danske hit/The Voice Prisen | “Hot”                                                                    | Vundet    |        |
| 2003 | Danish DeeJay Awards | Dk-prisen                         | “Hot”                                                                    | Vundet    | [ 48 ] |
| 2005 | Danish Music Awards  | Årets danske popudgivelse         | 2                                                                        | Nomineret | [ 49 ] |
| 2005 | Danish Music Awards  | Årets danske musikvideo           | "Pop"                                                                    | Nomineret | [ 49 ] |
| 2005 | Danish DeeJay Awards | Dk-prisen                         | “Lækker”                                                                 | Vundet    | [ 48 ] |
| 2005 | Nordic Music Awards  | Årets danske kunstner             |                                                                          | Vundet    | [ 50 ] |
| 2006 | Danish DeeJay Awards | Dk-prisen                         | ”Strip”                                                                  | Vundet    | [ 48 ] |
| 2006 | P3 Guld              | P3 Lytterhittet                   | “Boing!”                                                                 | Nomineret |        |
| 2007 | Danish DeeJay Awards | Dk-prisen                         | “Boing!”                                                                 | Vundet    | [ 48 ] |
| 2007 | Danish Music Awards  | Årets danske hit                  | ”Når et lys slukkes”                                                     | Nomineret |        |
| 2007 | Danish Music Awards  | Årets danske popudgivelse         | 3: Fresh, Fri, Fly                                                       | Nomineret |        |
| 2010 | Danish DeeJay Awards | Dk-prisen                         | “Domestic” (Morten Breum feat. Nik & Jay)                                | Vundet    | [ 48 ] |
| 2011 | Danish Music Awards  | Årets danske hit                  | “Mod solnedgangen”                                                       | Nomineret |        |
| 2011 | Danish Music Awards  | Årets publikumspris               |                                                                          | Vundet    |        |
| 2011 | Danish Music Awards  | IFPI’s Ærespris                   |                                                                          | Vundet    |        |
| 2013 | Danish Music Awards  | Årets nytænker                    |                                                                          | Vundet    |        |
| 2013 | GAFFA-prisen         | Årets danske band                 |                                                                          | Vundet    |        |
| 2014 | Danish DeeJay Awards | Årets danske remix                | “Pænt Nej Tak” (Alexander Brown Remix) (Alexander Brown feat. Nik & Jay) | Vundet    | [ 48 ] |
| 2014 | Danish Music Awards  | Årets danske gruppe               |                                                                          | Nomineret |        |
| 2014 | Danish Music Awards  | Årets danske sangskriver          | ”United”                                                                 | Nomineret |        |
| 2014 | Danish Music Awards  | Årets danske album                | United                                                                   | Nomineret |        |
| 2014 | Danish Music Awards  | Årets danske popudgivelse         | United                                                                   | Nomineret |        |
| 2014 | P3 Guld              | P3 Lytterhittet                   | “Forstadsdrømme”                                                         | Vundet    |        |
| 2016 | Danish Music Awards  | Årets danske livenavn             |                                                                          | Nomineret |        |
| 2017 | Danish Music Awards  | Årets danske gruppe               |                                                                          | Nomineret |        |
| 2017 | Danish Music Awards  | Årets danske livenavn             |                                                                          | Nomineret |        |
| 2019 | Danish Music Awards  | Årets danske livenavn             |                                                                          | Vundet    | [ 51 ] |
| 2019 | Danish Music Awards  | Årets dansk popnavn               |                                                                          | Nomineret | [ 51 ] |
| 2020 | GAFFA-prisen         | Årets danske band                 |                                                                          | Nomineret |        |
| 2020 | GAFFA-prisen         | Årets danske popudgivelse         | Længe leve drømmene                                                      | Nomineret |        |
| 2020 | GAFFA-prisen         | Årets danske sangskriver          |                                                                          | Nomineret |        |
| 2024 | Danish Music Awards  | Årets danske livenavn             |                                                                          | Nomineret |        |

- "Årets Gennembrud" til Boogie Awards 2003.
- "Best Danish Act" til NRJ Radio Awards 2003.
- "The Voice Prisen" til Voice '07’’